# 門洛帕克 (新澤西州)
門洛帕克（英語：Menlo Park）是位於美國新澤西州米德爾塞克斯縣的非建制地區。

## 歷史
門洛帕克的郵局自1871年營運至今。

## 地理
門洛帕克所處的海拔為高於海平面43米（即141英呎），而該地所採用的時區為UTC-5，即北美东部时区（EST）。同時該地設有夏令時間，為UTC-5調快一小時，即UTC-4（EDT）。